# Bavayia mandjeliensis
Bavayia mandjeliensis — вид геконоподібних ящірок родини диплодактилідів (Diplodactylidae). Ендемік Нової Каледонії. Описаний у 2022 році.

## Поширення і екологія
Bavayia mandjeliensis мешкають на схилах гори Манджелія в масиві Паніе-Ігнамбі на північному сході Нової Каледонії. Вони живуть в тропічних лісах, на висоті понад 550 м над рівнем моря.